# コレリェングワ
コレリェングワ（カタルーニャ語: Correllengua）は、カタルーニャ語圏で毎年行われているキャンペーン。1993年、カタルーニャ語協会（Coordinadora d'Associacions per la Llengua Catalana、CAL）により、カタルーニャ語を広めるという目的のもとで始められた。バスク地方における少数言語保全運動コリカの影響を受け、セレモニー、ストリートダンス、文化活動、コレフォックに代表されるような派手な行事を含んでおり、カタルーニャ語の普及に努めている。